# マルコ・ディ・ヴァイオ
マルコ・ディ・ヴァイオ（Marco Di Vaio, 1976年7月15日 - ）は、イタリア・ローマ出身の元サッカー選手。元イタリア代表。現役時代のポジションはフォワード。
際立っているとは言い難いフィジカルをカバーするようにスピードに優れ、スペースに出されたパスへ鋭く食らい付く動き出しの良さ、思い切りのいいシュートが魅力。ポストワークやサイドに流れてのチャンスメイクも精力的にこなす。

## 経歴

### キャリア初期
SSラツィオの下部組織出身で、1994年にセリエAデビューした。同クラブには愛着があり、現役最後はラツィオで引退したいと語っていた。その後は下部リーグのクラブを転々とするが、サレルニターナ・スポルトで頭角を現すと、1999年にパルマACに移籍し、2001-02シーズンには20得点を記録した。2002年にユヴェントスFCへ移籍し、加入1年目にリーグ優勝を果たした。

### 国外でのプレー
2004年には同じイタリア人のクラウディオ・ラニエリ監督に誘われ、プリメーラ・ディビシオンのバレンシアCFに移籍。ラニエリ解任後は出場機会が減少し、ASモナコにレンタル移籍した。レンタル期間終了後にはバレンシアに一旦復帰するも、キケ・サンチェス・フローレス監督の戦力構想には入っておらず移籍を志願した。バレンシアとは契約が残っていたものの契約を解除することでフリーになり、移籍金の発生しないフリー移籍でモナコに復帰することとなった。しかし激しいポジション争いでレギュラーを獲得するまでには至らなかった。

### 母国復帰
2007年1月にセリエBのジェノアCFCよりオファーを受け、推定移籍金200万ユーロで2009年までの契約を締結した。セリエA復帰を目指して激しい昇格争いを繰り広げるクラブの切り札として復活が期待され、ジェノアのセリエA昇格に貢献した。2008-09シーズンはこのシーズン昇格したボローニャFCへレンタル移籍。シーズン開幕後からゴールを量産し得点王争いを繰り広げるも、最終節でズラタン・イブラヒモヴィッチに1ゴール差をつけられリーグ2位に終わった。しかし24ゴールは自身最多で、ボローニャのセリエA残留に貢献した。この得点数はチーム総得点の半分以上を占めた。32歳にしてシーズン2度のハットトリックを達成し、第16節のトリノFC戦、第27節のUCサンプドリア戦ともにチームは勝利している。

### モントリオール
2012年5月24日、MLSのモントリオール・インパクトに移籍。移籍金は非公開。
2014年10月3日、現役引退を表明した。

## 代表歴
2001年9月5日に行われたモロッコ戦でイタリア代表デビューした。しかし翌年のワールドカップに出場する代表からは落選し、2006年ドイツワールドカップも選外に終わった。代表初ゴールは2003年10月11日のアゼルバイジャン戦。

## 現役引退後
2015年1月21日、古巣であるボローニャFCのクラブマネージャーに就任することが発表された。

## タイトル

### クラブ
サレルニターナ
- セリエB : 1997-98

ユヴェントス
- セリエA : 2002-03
- スーペルコッパ・イタリアーナ : 2003

パルマ
- コッパ・イタリア : 2001-02

バレンシア
- UEFAスーパーカップ : 2004

### 個人
- セリエB (サッカー)|セリエB得点王 : 1997-98（21得点）